# Čau
„Čau“ nebo také „čao“ je původně italský neformální pozdrav (ciao), který se koncem 20. století rozšířil mezi mládeží po celém světě. Do světové literatury jej patrně poprvé přinesl Ernest Hemingway v románu Sbohem, armádo! (1929). Velmi podobně znějící pozdrav chao, který však má zcela jiný původ, je užíván ve vietnamštině. Na rozšíření v Česku měl největší podíl italský film Velká modrá cesta z roku 1957.

## Původ
V současné italštině nenese žádný jiný význam a pochází snad z benátské výslovnosti starého pozdravu vostro schiavo (váš otrok), což je něco jako starší české „váš služebník!“. V raně středověké latině Sclavus znamenalo Slovan, vlivem obchodu se slovanskými otroky pak získalo obecný význam „otrok“, který byl přejat do dalších jazyků, včetně italského schiavo.